# Pietro Polani
Pietro Polani (Venezia, 1098 – Venezia, estate 1148) è stato un politico italiano, 36º doge della Repubblica di Venezia dal 1130 al 1148.

## Biografia

### Origini e primi anni
Era membro dei Polani, una famiglia originaria, forse, di Pola ed emersa di recente grazie alla mercanzia. 
Il padre, Domenico, residente nella parrocchia di San Luca, aveva fatto fortuna a Costantinopoli non solo in ambito economico, ma anche politico, tanto da ricevere dall'imperatore il titolo di protonobelissimos.
Pietro ne seguì le orme in Oriente: già nel 1110 era a bordo della nave che aveva trafugato il corpo di santo Stefano protomartire. Grazie al prestigio raggiunto con i commerci, riuscì a crearsi anche in patria una solida posizione sociale, tant'è che, in data imprecisata, aveva ottenuto la mano di Adelasa, figlia del doge Domenico Michiel; dall'unione nacquero Guido e Naimerio. Prese quindi parte alla spedizione del 1122-1124, che si concluse con il vittorioso assedio di Tiro e il conseguimento di accordi commerciali con il Regno di Gerusalemme.

### L'inizio del dogato
Nel 1129 il doge Michiel abdicò per ritirarsi nel monastero di San Giorgio Maggiore e a succedergli venne scelto il Polani. Pur legato al predecessore in quanto suo parente, rappresentava anche una figura "nuova", apprezzata da quanti vedevano con apprensione l'occupazione delle cariche da parte dei Michiel. Esemplare il fatto che, durante la cerimonia di elezione, non volle che comparissero il bastone e lo scettro, simboli di una regalità accentratrice.
Effettivamente sin dall'inizio del suo governo il Polani adottò una linea moderata e democratica, aprendo le istituzioni a nuove famiglie e dando avvio a nuovi organi per diminuire i suoi stessi poteri: sin dal 1141 si ha notizia della presenza a corte di sapientes e dal 1143 di un Consiglio di sapienti (precursore del Minor Consiglio); nel 1144 compare per la prima volta il termine "comune", che da allora sarà usato in modo sempre più frequente.

### Le tensioni con la Chiesa
Sempre nei primi anni di dogato fu coinvolto nella questione dello scisma del 1130 che aveva visto l'elezione di due papi, Innocenzo II e Anacleto II. Inizialmente condusse una linea neutrale, anche se incombeva l'elezione del nuovo patriarca di Grado; ma in seguito si schierò con Innocenzo, essendo Anacleto vicino ai Normanni di Sicilia che da anni minacciavano l'Impero Bizantino e, di conseguenza, i traffici veneziani sull'Adriatico. Confermò il suo favore inviando i propri rappresentanti al concilio di Piacenza indetto da Innocenzo nel 1132.
Da questa alleanza derivò l'elezione di Enrico Dandolo a patriarca, fatto che soddisfò il doge al quale interessava riconoscere l'autorità del vescovo di Castello Giovanni Polani, suo parente (se non suo figlio). In verità i rapporti tra i due prelati si logorarono rapidamente, in quanto il patriarca aveva deciso di trasferirsi stabilmente a Venezia mettendo in discussione la giurisdizione del vescovo. A peggiorare la situazione contribuirono gli accordi conclusi dal doge con l'Impero Bizantino contro i Normanni: erano gli anni del Grande Scisma e il Dandolo, convinto gregoriano, condannava un'alleanza con i cristiani orientali. Il Polani usò il pugno di ferro: esiliò il Dandolo e i suoi sostenitori e distrusse le case di Badoer, suoi fedeli alleati. Il Dandolo reagì rivolgendosi a papa Eugenio III, che scomunicò il doge e lanciò l'interdetto su Venezia.

### La politica commerciale
Per quanto riguarda la politica commerciale, concluse importanti accordi che confermarono a Venezia il ruolo di ponte tra l'Oriente e l'Occidente. Dopo aver rinnovato con Lotario II del Sacro Romano Impero dei patti che garantivano ai suoi mercanti larga libertà di movimento in terraferma, si rivolse alle potenze marittime. Nel 1139 concluse, dopo anni di attriti, un trattato commerciale con i Normanni che aprì a Venezia le porte dell'Italia meridionale e ne riconobbe la supremazia sull'alto Adriatico. Stipulò accordi con Fano in cambio della protezione militare (1141), mentre con le città istriane esercitò una dominanza piuttosto che un'alleanza (vedi le intese con Capodistria e Pola del 1145). 
Questa ascesa fu però ostacolata dagli inevitabili attriti con i comuni dell'entroterra e in particolare con Padova, con cui fu in guerra dal 1142 per ragioni di confini e di governo delle acque interne. Casus belli furono i lavori intrapresi dai Padovani per deviare il Brenta, in modo da poter realizzare un collegamento più comodo e rapido con le lagune. Il conflitto si concluse nel 1144 con la vittoria dei Veneziani.

### La morte
Nel 1147 una nuova iniziativa di Ruggero II di Sicilia contro i Bizantini, spinse il doge a confermare l'alleanza con Costantinopoli, ottenendo da Manuele I Comneno due crisobolle che confermarono e, anzi, potenziarono gli antichi privilegi commerciali. In cambio, il Polani organizzò una spedizione contro i Normanni, assumendone egli stesso la guida nella primavera del 1148. Tuttavia, mentre la flotta sostava a Caorle, cadde gravemente malato e dovette lasciare il comando al fratello Domenico e al figlio Naimerio (che riportarono una netta vittoria). Ricondotto a Venezia, vi morì nel corso dell'estate, venendo sepolto nel monastero di San Cipriano di Murano.